# Сванте Август Арениус
 Сванте Август Арениус (на шведски: Svante August Arrhenius) е шведски учен, ръководител на Нобеловия институт в Стокхолм и професор в Шведската кралска академия по физикохимия.

## Биография
Роден е на 19 февруари 1859 година в Упсала, Швеция. Особени интереси Сванте Арениус проявява към електричеството. Като студент наред със занятията по физика той посещава и занятия по дисциплините математика и химия. Още на 3-годишна възраст може да чете, а малко по-късно и да смята. Надминава в умствено отношение съучениците си и често спори с учителите си.
Създава теорията за електролитната дисоциация през 1887 г., като преди това изяснява природата на електролитите. Проф. П. Клеве не приема неговата теория, че има разлика между атоми и йони. Натрупал много доказателства, през 1887 година в докторската си дисертация Арениус излага основите на теорията за електролитната дисоциация.
Откривател е и на парниковия ефект, който е в основата на измененията в климата.
Арениус дълго време работи в сферата на електричеството и химичната кинетика. Изследва токсини, антитоксини и живите организми. Той е автор на редица учебници и научни публикации в областта на химията, физикохимията, електрохимията и космическата физика. Автор е на книгата „Възникването на света“.
Става носител на Нобелова награда за химия през 1903 година.
Умира на 2 октомври 1927 година в Стокхолм на 68-годишна възраст.